# Den flyvende hollænder (opera)
 For alternative betydninger, se Den flyvende hollænder (flertydig). (Se også artikler, som begynder med Den flyvende hollænder)
 Den flyvende hollænder (Der fliegende Holländer) er en opera med musik og libretto af Richard Wagner.
Wagner hævdede i sin 1870 selvbiografi Mein Leben, at han var inspireret til "Der fliegende Holländer" efter en stormfuld overfart fra Riga til London i juli og august 1839, men i sin selvbiografiske skitse fra 1843 erkendte Wagner, at han havde taget historien fra Heinrich Heines genfortælling af legenden i hans 1834 satiriske roman Aus den Memoiren des Herrn von Schnabelewopski.
Operaens centrale tema er forløsning via kærlighed, som Wagner vender tilbage i de fleste af sine senere operaer.
Wagner dirigerede selv premieren på Semperoper i Dresden i 1843. Der fliegende Holländer fik dansk premiere på Det Kongelige Teater den 7. september 1884. Den Jyske Opera satte operaen op i 2008 med Giordano Bellincampi som dirigent og Peter Langdal som instruktør.
Værket viser tidlige forsøg på operastilarter, som skulle komme til at kendetegne hans musikdramaer. I Der fliegende Holländer anvender Wagner en række ledemotiver, bestemte melodier, i forbindelse med forskellige personer og temaer. De indgår alle i ouverturen, der begynder med et velkendt hav- og stormmotiv, som udvikler sig til hollænderens og Sentas motiver.
Wagner ønskede Der fliegende Holländer opført uden pause – et eksempel på hans bestræbelser på at bryde med traditionen. Mens nogle operahuse stadig følger hans anvisning, er operaen oftest i tre akter.

## Komposition
I begyndelsen af 1839 var Richard Wagner ansat som dirigent på Hofteatret i Riga. Hans ekstravagante livsstil og hans skuespillerkone Minnas tilbagetrækning fra scenen betød at de oparbejdede stor gæld. Wagner skrev Rienzi og udklækkede en plan om at flygte fra sine kreditorer i Riga til London og Paris for at prøve lykken og få Rienzi sat op på operaen i Paris. Men planen blev en katastrofe: Hans pas blev beslaglagt af myndighederne på vegne af kreditorerne, så han og Minna var nødt til at vove en farlig og ulovlig flugt over den preussiske grænse, hvor Minna fik en uprovokeret abort. De kom om bord på skibet Thetis; kaptajnen havde indvilget i at tage dem med uden pas. Deres rejse blev hindret af storm og høj sø. Skibet søgte tilflugt i den norske fjord, Tvedestrand; turen til London, der skulle have taget en uge, varede tre.
Wagners erfaringer med Paris var også katastrofale. Han fik ikke arbejde som dirigent, og pariseroperaen ønskede ikke at sætte Rienzi op. Wagner fik nye økonomiske problemer og måtte overleve på venners hjælp og en lille indkomst ved at skrive artikler om musik og kopiere partiturer. Wagner kom på ideen om en én-akter over legenden om den flyvende hollænder, som han håbede kunne opføres som forspil til en ballet på operaen.
"Rejsen gennem de norske skær gjorde et vidunderligt indtryk på min fantasi; legenden om den flyvende hollænder, som sømændene kunne bekræfte, antog en særpræget, underlig farve, som kun mit søeventyr kunne have givet det", skrev Wagner i sin selvbiografiske skitse.
Wagner første prosaudkast til historien i Paris fra tidligt i maj 1840 var baseret på Heinrich Heines satire Aus den Memoiren des Herrn von Schnabelewopski, fra Der Salon i 1834. Hos Heine ser fortælleren en opførelse af et teaterstykke om en søkaptajn, der er forbandet til at sejle evigt for blasfemi. Heine viser ham som en havets evige jøde og tilføjer det træk, som Wagner lægger stor vægt på her og i sine senere operaer: at han kan kun indløses ved en trofast kvindes kærlighed. I Heines version er det forlenet med ironisk humor, men Wagner tog det bogstaveligt, og i hans udkast er kvinden trofast indtil døden.
Ved udgangen af maj 1841 havde Wagner afsluttet librettoen eller digtet, som han kaldte det. Kompositionen var begyndt i maj-juli året før, 1840, hvor han skrev Sentas ballade, de norske sømænds sang i tredje akt ("Steuermann, lass' die Wacht!") og besætningens spøgelsessang i samme scene. Det havde han komponeret med henblik på en præsentation for pariseroperaen sammen med en skitse af handlingen. Wagner solgte skitsen til operadirektør Léon Pillet for 500 franc, men kunne ikke overbevise ham om, at musikken var noget værd. Resten af operaen blev komponeret i sommeren 1841; ouverturen blev skrevet til sidst. I november 1841 var orkestreringen færdig. Operaen havde tre akter, da den endnu ikke var underlagt pariseroperaens krav om én akt.
I Wagners udkast foregik handlingen i Skotland, og mange af personerne havde skotske navne. Han ændrede stedet og navnene til den endelige norske version under prøverne før premieren. Den fandt sted i Dresden i januar 1843 med Wagner selv som dirigent.
I Eine Mitteilung an meine Freunde ("En meddelelse til mine venner") i 1851 hævdede Wagner, at Der fliegende Holländer var en ny begyndelse for ham:
"Herfra begynder min karriere som digter og mit farvel til den blotte sammenstiller af operatekster".
 I vore dage er Der fliegende Holländer den tidligste af Wagners operaer, der bliver opført på Bayreuther Festival, idet den der markerer indledningen på Wagners modne værker.

## Roller
| Rolle                                              | Stemmetype | Originalbesætning, 2. januar 1843 (Dirigent: Richard Wagner) |
| -------------------------------------------------- | ---------- | ------------------------------------------------------------ |
| Hollænderen                                        | Basbaryton | Johann Michael Wächter                                       |
| Senta, Dalands datter                              | Sopran     | Wilhelmine Schröder-Devrient                                 |
| Daland, en norsk sømand                            | Bas        | Friedrich Traugott Reinhold                                  |
| Erik, en jæger                                     | Tenor      | Carl Risse                                                   |
| Mary, Sentas sygeplejerske                         | Alt        | Thérèse Wächter                                              |
| Dalands styrmand                                   | Tenor      | Wenzel Bielezizky                                            |
| Norske sømænd, hollænderen besætning, unge kvinder |            |                                                              |

## Synopsis
Handlingen finder sted ved Norges kysten.

### Første akt
På sin hjemrejse tvinger et stormvejr kaptajn Daland til at søge nødhavn. Han lader rorgængeren holde vagt, og han og de øvrige sømænd trækker sig tilbage for natten. ("Mit Gewitter und Sturm aus fernem Meer"). Han falder straks i søvn. Et spøgelsesagtigt fartøj dukker op agter og knuses af havet mod Dalands fartøj. En bleg mand, klædt i sort, med ansigtet indrammet af et tykt sort skæg, går i land. Han beklager sin skæbne. ("Die Frist ist um… Wie oft in Meeres tiefsten Schlund"). Da han har brudt et løfte, er han forbandet og må strejfe rastløs om på havet. En engel forkyndte ham vilkårene for hans frelse: Hvert syvende år skulle vrede bølger kaste ham op på kysten. Hvis han der kunne finde en kvinde, som vil være ham tro til døden, ville han blive frelst.
Daland møder hollænderen, der tilbyder ham sin guldskat, og da han hører, at Daland har en ugift datter, Senta, beder han om hende som sin hustru. Fristet af guldet, samtykker Daland, og begunstiget af en god søndenvind, som hyldes af Dalands mænd, sætter begge skibe sejl.

### Anden akt
En gruppe piger synger og spinder i Daland hus. ("Summ und Brumm, du gutes Rädchen"). Senta, Dalands datter, stirrer drømmende på et billede af den flyvende hollænder, der hænger på væggen; hun ønsker at redde ham. Mod sin ammes vilje synger hun med sine venner historien om hollænderen og om, hvordan Satan hørte ham bande og tog ham på ordet. Hun erklærer, at hun vil redde ham ved sin troskab.
Jægeren Erik, Sentas tidligere kæreste, kommer og hører hende. Pigerne går, og jægeren, der elsker pigen, advarer hende og fortæller hende sin drøm om Daland, der kom tilbage med en mystisk fremmed, der bar hende ud til havet. Hun lytter med glæde. Erik er fortvivlet.
Daland kommer med den fremmede. Denne og Senta stirrer på hinanden i tavshed. Senta bemærker knap Daland, selv ikke da han præsenterer sin gæst som hendes forlovede. Senta sværger at være den fremmede tro til døden.

### Tredje akt
Senere på aftenen bringer pigerne Dalands mænd mad og drikke. De opfordrer besætningen på det mærkelige fartøj til at deltage i munterheden, men forgæves. Pigerne trækker sig tilbage; spøgelsesagtige skikkelser kommer frem på dækket, og Dalands mænd slås med frygt.
Senta kommer ind fulgt af Erik, der skænder på hende, som tidligere elskede ham og svor ham troskab. Da den fremmede hører det, overvældes han af fortvivlelse og mener, at han nu er fortabt. Han kalder på sine mænd, fortæller Senta om forbandelsen, og til Dalands og hans besætnings bestyrtelse erklærer han, at han er den flyvende hollænder.
Næppe har hollænderen forladt kysten, før Senta stiger op på en klippetop og kaster sig i havet, mens hun siger, at hun vil være ham tro til døden. Det bliver hans frelse. Spøgelsesskibet forsvinder, og Senta og hollænderen stiger op til himlen.

## Diskografi

### CD
- 1991 – Studieoptagelse dirigeret af Giuseppe Sinopoli. Hans Sotin (Daland), Cheryl Studer (Senta), Plácido Domingo (Erik), Uta Priew (Mary), Peter Seiffert (Styrmanden), Bernd Weikl (Hollænderen). Deutsche Grammophon.
- 1976 – Studieoptagelse dirigeret af Georg Solti. Martti Talvela (Daland), Janis Martin (Senta), René Kollo (Erik), Isola Jones (Mary), Werner Krenn (Styrmanden), Norman Bailey (Hollænderen). Chicago Symphony Orchestra. Decca.
- 1968 – Studieoptagelse dirigeret af Otto Klemperer. Martti Talvela (Daland), Amja Silja (Senta), Ernst Kozub (Erik), Annalies Burmeister (Mary), Gerhard Unger (Styrmanden), Theo Adam (Hollænderen). EMI.
- 1959 – Liveoptagelse dirigeret af Wolfgang Sawallisch. Josef Greindl (Daland), Leonie Rysanek (Senta), Fritz Uhl (Erik), Res Fischer (Mary), Georg Paskuda (Styrmanden), George London (Hollænderen). Chor und Orchester der Bayreuther Festspiele. Melodram.

### DVD
- 1989 – Liveoptagelse dirigeret af Leif Segerstam. Matti Salminen (Daland), Hildegard Behrens (Senta), Raimo Sirkiä (Erik), Anita Välkki (Mary), Jorma Silvasti (Styrmanden), Franz Grundheber (Hollænderen). Savonlinna Opera Festival.

## Eksterne links
- Richard Wagner – Der fliegende Holländer Arkiveret 14. maj 2011 hos  Wayback Machine. Et galleri med historiske postkort med motiver fra Richard Wagners operaer.
- Libretto Arkiveret 16. juli 2010 hos  Wayback Machine
- Librettoen på engelsk Arkiveret 14. maj 2010 hos  Wayback Machine
- Partituret Arkiveret 29. oktober 2020 hos  Wayback Machine